# Phạm Văn Huấn
Phạm Văn Huấn là một sĩ quan cấp cao trong Quân đội nhân dân Việt Nam, hàm Thiếu tướng, từng là Tổng Biên tập Báo Quân đội nhân dân

## Thân thế sự nghiệp
Trước năm 2014, Phạm Văn Huấn là Phó Tổng Biên tập Báo Quân đội nhân dân
Năm 2014, Phạm Văn Huấn được thăng chức làm Tổng Biên tập Báo Quân đội nhân dân
Phạm Văn Huấn được phong hàm Thiếu tướng năm 2014.
Năm 2020, ông thôi giữ chức Tổng Biên tập Báo Quân đội nhân dân.